# Классификаторы в жестовых языках
Классификаторы в жестовых языках — форма руки, которая иконически передаёт некоторую характеристику объекта речи, обычно форму или размер.
Наиболее распространено использование классификаторов в составе так называемых классификаторных предикатов (англ. classifier predicates), которые описывает расположение объектов в пространстве и их перемещение. Классификаторы как отдельная лексико-семантическая категория, входящие в именную группу встречаются очень редко. Например в эстонском жестовом языке классификатор следует за жестом-существительным и отмечает принадлежность соответствующего объекта определённому классу:
| ESCAPE                                           | PARK | CL:AREA      | (THERE | READY | HORSE  | SLEIGH) |
| сбежать                                          | парк | клф: область | (там   | готов | лошадь | сани)   |
| [Девочка] убегает в парк, там ждут лошадь и сани |      |              |        |       |        |         |

Подобные конструкции используются почти во всех известных жестовых языках. Исключением является жестовый язык Адаморобе, деревенский жестовый язык в Гане.
Выделяют две категории классификаторов в жестовых языках:
- сущностные (англ. entity classifiers). Они непосредственно представляют референт, имитируя его форму или размер;
- манипулятивные (англ. handling classifiers). В таких классификаторах форма руки показывает, как держит, перемещает или использует обозначаемый объект. Например, в немецком жестовом языке классификатор «кружка» может быть представлен формой руки, которая словно бы держит за ручку большую кружку[5].